# Hanne Roed
Hanne Roed (født 27. december 1968) har været regionsrådsmedlem i Region Midtjylland for Radikale Venstre siden 2013, og 1. næstformand siden 2018. Hun er medlem af forretningsudvalget samt udvalget for regional udvikling. Hun er hovedbestyrelsesmedlem for Radikale Venstre og folketingskandidat i Vestjyllands Storkreds.
Hanne Roed uddannet i statskundskab fra Aarhus Universitet og socialrådgiver fra VIA University College. Hun arbejder som konsulent i virksomheden Systematic, og har tidligere arbejdet som socialrådgiver i Aarhus Kommune og mentor ved kompetencecenter Skanderborg.
Privat er Hanne Roed bosat i Aarhus og har fire børn.